# Magnetohidrodinamica computațională
Magnetohidrodinamica computatională este un domeniu activ de dezvoltare a dinamicii fluidelor care folosește metode numerice pentru a trata probleme specifice domeniului.